# 社長
社長（しゃちょう）は、日本赤十字社・各公社・会社など、「社」と呼ばれる組織の最高責任者を指す呼称である。

## 会社社長
「社長」とは、一般的には、会社が定める職制において、第三者に対して会社を代表するとともに、会社内部で業務執行を指揮する役職のことである。社長の権限に対する法的根拠を確保するために、一般的には、株式会社では代表取締役若しくは代表執行役を社長として可能な限り業務執行権限を委任し、また持分会社では代表社員（代表社員が法人の場合はその職務執行者）を社長とする。
社長、副社長などの肩書きは会社が定める職制に基づく名称なので、会社法には社長の設置、選任及び解任、役割・権限・義務等に関する規定はない。ただし、社長や副社長は一般的に会社を代表する役職の名称なので、社長に会社を代表する権限があると信じて取引をした者を保護し、取引の安全を図るため、会社法には表見代表取締役や表見代表執行役の規定がある。
会社の社長は、多くの場合には代表権を有する取締役（代表取締役）や代表執行役がなるが、会長や副社長等も代表権を有する場合があり、代表権を有する取締役（代表取締役）や代表執行役であっても社長であるとは限らない。また、会社の代表権を有する取締役（代表取締役）や代表執行役は、1名でも2名以上でもよい。例えば、社長と会長の両方に代表権を付与する会社も少なくない。逆に極めて稀ではあるが、社長でありながら代表権がない事例や、取締役ですらない社長という事例
もある。社長は通例、1名である。
現在、株式会社は、制度的に所有（株式を保有すること）と経営が分離されているが、大株主が社長を務める会社は、オーナー会社と呼ばれる。
一般に、社長退任後は、会長職などに就き、後進の社長が退任していくにつれ、名誉会長、相談役、顧問といった名誉職につく場合が多い。社長が業務執行ラインのトップで会長は業務執行を担わない場合もあれば、会長が業務執行ラインのトップであり社長が次席となる場合もある。しかし、近年ではいわゆる「院政」への批判から、名誉会長以上の名誉職を廃止する例もある。なお、企業によっては副社長を置く例もある。
日本企業の社長の多くは私立大学出身者である。社長の出身大学上位30校のうち、国立大学はわずか2校に過ぎず、上場企業社長の出身大学上位30校をみても、国立大学は10校にとどまる。これは基本的に私立大学の学生数が国立大学に比べ絶対的に多い事に起因すると想定される。一方で財閥系企業や、かつての官営事業・国有企業が民営化され発足した企業（JR各社、NTTグループ、日本郵政グループ、電力会社、NEXCOなど）では国立大学、特に旧帝国大学出身者が社長に就任する例が多い。

## 呼称
米国では主に「CEO（最高経営責任者）」や「COO（最高執行責任者）」が社長にあたる一般的な役職であるが、州法に設置や選任に関する規定のある「president（プレジデント）」を社長の英訳に当てることが多い。社長がCEOまたはCOOを兼任することはよく見られる。日本でも、最近では社長がその会社の最高経営責任者 (CEO) や最高執行責任者 (COO) を兼任することも多い｡英連邦諸国など、西アジア、南アジア、東南アジアの諸国では「managing director（マネージング・ディレクター）」が取締役社長にあたる。米国内等に本社を置いている企業では、他国法人での最高責任者「country manager（カントリーマネージャー）が現地での社長にあたる。
香港では広東語と英語を公用語としており、取締役社長にあたる役職は広東語で「董事總經理」、英語で「managing director（マネージング・ディレクター）」と表記する。中華人民共和国では「総裁」、「董事総経理」という役職が社長に当たる。
また、日本の銀行では頭取と呼ばれるが、例外的に社長と称する銀行（スルガ銀行や新たな形態の銀行など）もある。

## 日本赤十字社社長
日本赤十字社を代表し、その業務を総理する役員も社長である。株式会社の社長は定款に定めるその企業独自の呼称であるが、日本赤十字社の社長は日本赤十字社法に定められた法的な職位である（歴代の社長については日本赤十字社#社長参照）。日本赤十字社定款では、功労ある社長に対し日本赤十字社名誉社長の称号を授与している。

## その他
似たような用語に「社主」があり、主に新聞社で好まれる肩書きであるが、「社の主」という綴りが示すように、本来オーナー社長のような立場を示す用語といえる。
公社では、社長と呼ぶところもあり、総裁や理事長と呼ぶところもある。日本郵政公社や国鉄はトップの役職名は総裁であった。
会社法人でない個人事業主であっても、便宜上「社長」の呼称を用いることがままある。